# جمهوری دوم سوریه
جمهوری سوریه (به عربی: الجمهورية السورية) نظامی بود که از سال ۱۹۳۰ و در پی قیمومت فرانسه بر سوریه و لبنان جایگزین دولت سوریه شد. در ۱۹۳۶ پیمانی برای اعطای استقلال به سوریه ارائه‌شد، ولی از سوی پارلمان فرانسه رد گردید. میان سال‌های ۱۹۴۰ تا ۱۹۴۱ میلادی، فرانسه ویشی کنترل جمهوری سوریه را در دست داشت. در ۱۹۴۱ میلادی سوریه به استقلال دست‌یافت. عمر جمهوری سوریه در سال ۱۹۵۸ با برپایی جمهوری متحد عربی به پایان رسید.